# 苏巴什佛寺遗址
苏巴什佛寺遗址，又称昭怙厘大寺、雀离大寺、雀厘大清靜寺，位于新疆库车县城东北却勒塔格山南麓，全国重点文物保护单位。

## 介绍

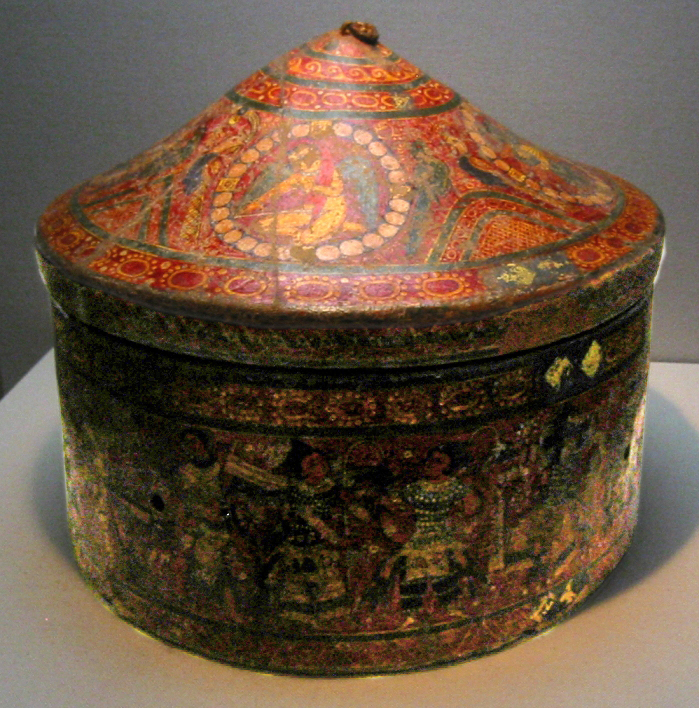
苏巴什佛寺遗址出土龟兹乐舞图舍利盒，由第一次大谷探险队取走，藏东京国立博物馆

約建於東漢初年，魏晉時是龜茲地區最大的佛寺，有僧人近兩百人，由高僧佛圖什彌住持，戒法清嚴，當時東來弘法的西域高僧，西行求法的中土大德，多數落腳於此；這是一座著名的佛教伽藍，是辯論、探討佛法教理的法壇，遺址在現今的拜城縣克孜爾鄉，该寺分东西两个部分，东区由佛堂及僧房、北塔、中塔、南塔等。西区分布着北、中、南三塔和南部寺院，内残存壁画和龟兹文题记。当时唐安西都护府移设龟兹后，高僧云集。贞观二年（628年），玄奘法师前往天竺取经，西行至此讲经弘法。
遗址位于渭干河河口，苏巴什（Subašï）在维吾尔语中是“河流的源头”之意。
2008年，新疆修建铁路，因为考虑到铁路运输的震荡性影响佛寺，故选择绕路设计建设。苏巴什佛寺遗址是2014年联合国教科文组织认定的世界遗产丝绸之路：长安—天山廊道的路网中的遗产点之一。